# 寅次郎的故事43 寅次郎的休息日
《寅次郎的故事43 寅次郎的休息日》（日语：男はつらいよ 寅次郎の休日）是一部1990年上映的日本喜剧电影，亦是《寅次郎的故事系列》的第四十三部剧场版作品。由山田洋次导演，渥美清、倍赏千惠子、前田吟、下条正巳、三崎千惠子、后藤久美子等等主演。于1990年12月22日上映。

## 剧情简介
满男上了大学，离家很远，可是阿博却不让他骑摩托往返。长大的满男不希望父母的唠叨，要独立地处理自己的事情。这时他特别想念舅舅寅次郎。 
阿泉从名古屋来看望爸爸，可是扑了个空，爸爸跟随另一个女人去了对方的家乡日田。阿泉心中一直有一个梦想，希望靠自己使父母重归于好。在东京，阿泉见到了回家的寅次郎，舅舅带着她去茶馆，听她讲述自己的故事。 
失望之余，阿泉决定去找父亲，满男自告奋勇陪她一同上路。同时到达的还有阿泉的妈妈，陪她来的就是寅次郎。在这里，阿泉看到了另一个叫杏子的女人，他让父亲自愿离开都市来到乡村，父亲生活得的确很幸福，这使阿泉打消了重新撮合父母的想法。

## 主要演员
- 车寅次郎：渥美清
- 诹访樱：倍赏千惠子
- 礼子：夏木麻里
- 诹访满男：吉冈秀隆
- 车龙造（外甥）：下条正巳
- 车つね（姑妈）：三崎千惠子
- 诹访博：前田吟
- 桂梅太郎（社长）：太宰久雄
- 源公：佐藤蛾次郎
- 御前样：笠智众
- 内藤：笹野高史
- 茶屋的主人：小岛三儿
- 茶屋的女房东：田中世津子
- 钓鱼者：人见明
- ポンシュウ：关敬六
- 一男：寺尾聪
- 幸枝：宮崎美子
- 及川泉：后藤久美子

## 奖项
该电影荣获第14届日本电影金像奖的最佳男配角奖及最佳女配角奖提名奖项。
- 第14届日本电影金像奖最佳男配角奖／吉冈秀隆
- 同・最佳女配角奖／后藤久美子
- 第33届蓝丝带奖邦画BEST10第2位
- 第9届金十字奖最佳银奖
- 第1届文化厅最佳电影作品奖长篇电影部门

### 英文
- . Complete Index to World Film.   [2016-02-10]. （原始内容存档于2016-03-03） （英语）.
- 互联网电影数据库（IMDb）上《Otoko wa tsurai yo: Torajiro no kyuujitsu (1990)》的资料（英文）

### 德文
- . www.molodezhnaja.ch.   [2016-02-10]. （原始内容存档于2016-03-03） （德语）.

### 日文
- . www.allcinema.net.   [2016-02-10]. （原始内容存档于2016-03-04） （日语）.
- . 日本电影院数据库（日本文化厅）.   [2016-02-10]. （原始内容存档于2012-03-11） （日语）. 外部链接存在于|publisher= (帮助)
- . 日本电影数据库.   [2016-02-10]. （原始内容存档于2016-03-03） （日语）.
- . 电影旬报.   [2016-02-10]. （原始内容存档于2012-03-24） （日语）.

### 中文
- . 豆瓣电影.   [2016-02-10]. （原始内容存档于2017-01-17）.